# Clau d'interfície de programació d'aplicacions
Una clau d'interfície de programació d'aplicació (clau d'API) és un codi per a passar a un programari per a cridar a una interfície de programació de l'aplicació (API) amb l'objectiu d'identificar el programari origen de la crida, el seu desenvolupador o el seu usuari al lloc Web. Les claus d'API son utilitzades per a controlar i fer seguiment de com l'API està sent utilitzada, per exemple per impedir utilitzacions malicioses o abús de l'API (tal com podrien estar definides a les condicions de servei).

## Ús
La clau d'API sovint actua com un identificador únic i un testimoni secret per a la validació, i generalment tindrà un conjunt de drets d'accés en l'API associats amb ell.
Claus d'API poden ser basades en el sistema d'identificació universal unívoca (UUID) amb l'objectiu d'assegurar que serà únic per a cada usuari.